# 陳明才
陳明才（1961年9月15日—2003年8月29日？），臺灣舞台劇人物，2003年8月29日在臺東縣東河鄉都蘭海邊失蹤。

## 生平
陳明才為1961年生於臺中眷村，生日為9月15日，父母分別為外省榮民與苗栗苑裡人。
陳明才在國立藝術學院戲劇系時，教師為賴聲川。陳明才在就讀戲劇系時，受推薦演出王童電影《稻草人》逃兵一角。1988年畢業，陳明才就為表演工作坊編寫劇本《開放配偶，非常開放》。改編自義大利达里奥·福和Franca Rane的原作《開放配偶》的《開放配偶，非常開放》，陳明才加入當年的時事話題，如1988年臺灣農民運動、國會改選等，又增添吳樂天式的講古人。《開放配偶，非常開放》由李立群、蕭艾分別擔綱男女主角、葉台竹為導演，當年10月1日起在全臺灣巡演。此戲劇因突破當時劇場和政治的種種禁忌，一時成為社會人士及媒體報導的熱門話題。
1989年，陳明才回到台中為本地的觀點劇坊訓練演員、擔任葉菊蘭立委競選總部戲劇工作隊編導。1990年，陳明才替優劇場編導結合環保、民間傳說、民俗的現代野台戲《七彩溪水落地掃》。1991年後，陳明才診斷得了躁鬱症，放棄編導工作，擔任過鐵工廠工人、大樓清潔工、送報生、魚貨包裝、撿破爛等。之後，陳明才擔任妻子柴美玲的女妖綜藝團的總監。夫妻一起在行動劇演出男女主角，以實驗性方式讓觀眾能參與戲劇表演。
九二一地震後，陳明才在清水溝重建工作站作人文復建。2000年左右，他移居臺東縣東河鄉都蘭。他在當地作都蘭糖廠咖啡館的股東，還曾數次向朋友戲說「死在都蘭灣，一定很有趣」。
2002年，林靖傑編寫電影劇本《最遙遠的距離》，原計畫以陳明才當任男主角「阿才」。
2003年8月28日晚，陳明才在都蘭國小為阿美族發聲表示反對開發都蘭灣。次日凌晨，陳明才到都蘭鼻礁岩後就此失蹤。眾人只在岩石上發現他平時不離身的都蘭書包。書包裡有半瓶蔘茸酒、半包長壽菸、一把番刀、母親遺留的珍珠項鍊、一張大頭照，還有陳明才遺書〈天佑都蘭鼻〉。遺書大意是說他病情飽受折磨、反對開發將以身殉道，如今終於可以在他心愛的地方解脫等等。

## 身後
2003年，藝文界人士林雲閣、林育世、希巨‧蘇飛、范志明定9月15日陳明才生日當天，與當地阿美族人約五、六十人在都蘭鼻舉行追思會。當天，眾人在都蘭鼻立起「阿才之柱」。與陳明才只有兩面之緣的馬修·連恩也參加。
與陳明才認識的林靖傑、李俊陽、舒米恩都學起陳明才揹起都蘭書包。林靖傑整理陳明才十萬餘字稿出版為《奇怪的溫度》一書，2005年3月8日在牯嶺街小劇場舉行新書發表會。
2023年8月底，梵體劇團藝術總監吳文翠等人，在網路建立「呼叫阿才」平台，宣揚其事蹟。

## 出版著作
- 陳明才. . 聯合文學. 2005  [2023-11-27]. ISBN 9789575225179. （原始内容存档于2024-01-31）.

## 外部連結
- 「呼叫阿才」